# Condado de Kerr
O Condado de Kerr é um dos 254 condados do estado norte-americano do Texas. A sede do condado é Kerrville, e sua maior cidade é Kerrville.
O condado possui uma área de 2 869 km² (dos quais 4 km² estão cobertos por água), uma população de 43 653 habitantes, e uma densidade populacional de 15 hab/km² (segundo o censo nacional de 2000).
O condado foi criado em 1856.